# 의정부고등학교
의정부고등학교(議政府高等學校)는 대한민국 경기도 의정부시 가능동에 있는 공립 고등학교이다.

## 학교 연혁
- 1974년 1월 : 학교 설립 인가(15학급)
- 1974년 3월 : 입학식 및 개교, 초대 국중일 교장 취임
- 1977년 1월 : 제1회 졸업식 거행(280명)
- 1997년 9월 : 체육관(수신관) 준공
- 1999년 8월 : 학생급식시설 완공(200여평, 400석 규모)
- 2001년 9월 : 12학급 증설 인가(42학급)
- 2002년 3월 : 신축교사(별관) 준공
- 2005년 9월 : 청운학사(기숙사) 준공
- 2008년 10월 : 급식실 및 특별실동 증축
- 2010년 6월 : 교과교실제 A형 선정
- 2011년 3월 : 선진형 교과교실제 운영(2011~2018)
- 2012년 3월 : 학교 숲 가꾸기 및 과학교육선도학교 운영
- 2015년 6월 : 아리재(동아리실) 준공
- 2019년 3월 : 고교학점제 선도학교 운영(2019~ )
- 2021년 3월 : 제14대 임정모 교장 취임
- 2024년 9월 : 제15대 심현철 교장 취임

## 참고 자료
- 의정부고등학교 - 한국교육학술정보원 학교알리미